# 米内尔瓦地区旺特纳克 (奥德省)
米内尔瓦地区旺特纳克（法語：Ventenac-en-Minervois）是法国奥德省的一个市镇，属于纳博讷区（Narbonne）吉内斯塔县（Ginestas）。该市镇2009年时的人口为553人。

## 人口
米内尔瓦地区旺特纳克人口变化图示
| 数据来源：INSEE |